# 큰눈환도상어
큰눈환도상어(Alopias superciliosus)는 악상어목 환도상어과에 속하는 환도상어의 일종이다. 세계의 따뜻한 바다에 널리 분포한다. 수심 100m보다 깊은 곳에 많이 서식한다. 최대 몸길이 6.6m에 이르며 그 절반을 꼬리지느러미가 차지하고 있다. 머리 뒤에 八(여덟 팔) 글자 모양의 틈이 있어서, 다른 환도상어와 구별할 수 있다. 내온성 체온 조절을 한다. 고등어 등 부어류를 꼬리지느러미로 내리쳐서 포식한다. 식란형(食卵型)으로 불리는 난태생이다. 2~4마리의 새끼를 낳는다.
참치 줄낚시를 통해 혼획되며, 고기나 지느러미, 껍질 등을 이용한다. 다 자라는 데 약 10년이 걸리고, 낳는 새끼 숫자도 적기 때문에 서식하는 개체 수가 감소하고 있다.